# 오교병변
오교병변(吳橋兵變)은 명(明)의 군사 반란으로, 숭정(崇禎) 4년(1631) 음8월 여진(女眞) 수령 홍타이지(皇太極)가 대릉하성(大凌河城, 오늘날 요녕성 능해시凌海市)를 공격하면서 발생하였다. 등래순무(登萊巡撫) 손원화(孫元化)는 부하 공유덕(孔有德)에게 지원군 파병을 급히 지시하였지만, 공유덕은 식량과 비용이 부족하였다. 공유덕 군대가 오교(吳橋)를 지날 때에 한 사병이 추위와 굶주림을 견디다 못하여 현지 문벌 왕상춘(王象春)의 종복의 닭 한 마리를 훔치다가 양측이 다툼이 발생하였고, 종복이 피살되자 왕상춘의 아들은 이를 좌시하지 않고 도처에 신원을 요청하였다. 이에 병사들은 대노하였고 공유덕을 옹립하여 봉기하였으며, 공유덕의 옛 친구 경중명(耿仲明)도 가담하였다. 숭정 6년(1633) 공유덕과 경중명은 역부족으로 홍타이지에게 투항하였다. 이에 공유덕군은 당시 최신 무기였던 대포 기술을 장악하였고 이를 통하여 만주 팔기군(八旗軍)은 막강한 무력을 갖추었다.

## 배경
숭정 3년(1630) 정월, 손원화는 손승종(孫承宗)을 따라 산해관(山海關)을 지키고 있었다. 3월 산동안찰사부사(山東按察司副使) 직이 추가되었고, 5월에는 등래순무로 승진하였다. 이후 원숭환(袁崇煥)이 모문룡(毛文龍)을 살해하면서, 피도(皮島)에 있던 모문룡의 장수들은 반란을 일으키려 하였다. 손원화는 피도 반란 장수 공유덕, 경중명, 이구성(李九成)과 아들 이응원(李應元)을 받아들였다. 공유덕은 기병참장(騎兵參將)이 되었고 경중명은 등주(登州) 요새로 파견되었다.
숭정 4년(1631) 8월, 홍타이지는 군대를 이끌고 대릉하성을 공격하였고, 조대수(祖大壽)는 성 안에서 궁지에 몰렸다. 8월 22일, 피도에 주둔한 전협부총병(前協副總兵) 장도(張燾)에게 병력을 이끌고 여순(旅順) 옆의 쌍도(雙島)로 오게 하였으며, 참장 황비(黃蜚) 및 공유덕 부대의 군대를 거느리고 군대를 결집할 것을 명하였다. 장도 등은 폭풍우 피해를 입어 지지부진하게 되었고, 해로에서 삼차하(三岔河, 오늘날 영구시營口市 서쪽)까지 적군을 견제할 수 없었다. 10월 23일, 손원화에게 명하여 긴급히 공유덕이 기병 800기를 이끌고 전선에 가서 증원하도록 하였다. 윤11월 14일, 부대가 처음 결집하였다. 등주·요동의 병사와 산동(山東)의 병사는 평소에 사이가 좋지 않았으며 '서로 죽이기도 했으니 요동사람들이 원한을 품었다(或相殘殺, 遼人怨憤)'고 전한다. 27일, 공유덕은 오교(오늘날 하북성河北省 창주시滄州市 오교현吳橋縣, 명말에는 산동 소속)에 이르렀다.

## 과정
호우와 봄눈이 내리자 부대의 급양이 부족해졌고, 부대가 오교에 이를 때에 산동인과 자주 마찰이 있었기에, 오교지현(吳橋知縣) 필자인(畢自寅)(즉 필자엄畢自嚴과 필자숙畢自肅의 형제)은 현인들에게 문을 걸어 잠그고 시장을 철수할 것을 묵인하였다. 한 사병이 산동의 유력자 왕상춘의 종복의 닭 한 마리를 강탈하자 사병이 '유격영에서 화살에 맞았다(穿箭遊營)'고 한다. 이에 사병이 분기하여 종복을 때려 죽였다. 이후 왕상춘 아들이 참지 못하여 진상 조사를 요구하였으며, 이구성은 손원화가 준 시마전을 모두 다 쓸 정도로 비난을 모면하려 하였기에, 약탈과 반란이 일어났다.
공유덕은 이구성 이응원 부자의 선동에 호응, 오교에서 반란을 일으켰고 산동 경내에서 잇달아 여러 성을 함락시켰다. 등래총병(登萊總兵) 황룡(黃龍)은 반란군에게 귀와 코를 베였다. 이를 오교병변(吳橋兵變)이라 한다. 광동도어사(廣東道御史) 송현(宋賢)은 상주하여 산동순무(山東巡撫) 여대성(余大成)과 손원화를 비난하며, "등래순무 손원화는 군향을 침탈하고 병사들을 방종하게 하였으며 탐욕이 극에 달하였다. 관할 사졸은 수개월간 강동에서 반란을 일으켜 주장의 코를 베었고, 다시 제남에서 소동을 피워 성지를 공격하여 함락시켰으니 모두 법으로도 용서가 되지 않는다(登萊撫臣孫元化侵餉縱兵, 貪穢已極. 其所轄士卒, 數月間一逞於江東, 則劓截主將, 再逞于濟南, 則攻陷城池, 皆法之所不赦者)'라고 하였다. 광서도시어사(廣西道試御史) 소혁보(蕭奕輔)는 손원화가 공유덕을 방임했다고 지적하였고, 장도는 '파도 탓을 하고 바람을 구실로 삼았다(卸罪於波濤, 借詞于風汛)'고 비난하였다.
훗날 공유덕은 창을 거꾸로 향하여 산동반도로 진격하였고, 임읍(臨邑), 능현(陵縣), 상하(商河), 청성(靑城) 등을 차례로 함락시켰으며, 병력을 이끌고 등주로 곧장 진격하였다. 손원화는 급히 장도에게 명하여 요동 병사를 이끌고 등주성 밖을 지키도록 하였고, 총병관(總兵官) 장가대(張可大)를 파견하여 항전하게 하여 두 군대가 합류하도록 하였다. 그러나 장도 부대는 공유덕이 거느렸던 부대였기에 장도의 병사들은 공유덕의 행렬에 투항하였으며, 장가대의 부대는 대패하였다. 공유덕과 친분이 있었던 등주 중군(中軍) 경중명과 진광복(陳光福) 등은 곧바로 문을 열어주었다. 숭정 5년(1632) 1월, 등주는 함락되었고 병사 6천명과 원병 1천명, 말 3천필, 향은 10만량, 홍이포(紅夷砲) 20여 문, 서양포(西洋砲) 300문을 확보하였다. 장가대는 첩 진씨(陳氏)를 죽인 후 스스로 목을 매어 자살하였으며, 손원화는 자살 미수에 그쳤다. 손원화는 반란군에게 타협하지 않았으나, 성내에 있었던 포르투갈인 서로경(西勞經), 노미략(魯未略), 불랑아란달(拂朗亞蘭達), 방시곡(方斯谷), 액홍략(額弘略), 공살록(恭撒彔), 안니(安尼), 아미액이(阿彌額爾), 살종(薩琮), 안도(安多), 올약망(兀若望), 백다록(伯多彔) 등 12명은 사망하였으며 15명은 중상을 입었다. 공유덕은 옛정을 생각하여, 숭정 5년 2월 손원화, 송광란(宋光蘭), 왕징(王徵), 장도 등을 석방하였다. 손원화와 여대성, 장도는 북경으로 갔으나 정적 섬서도시어사(陝西道試御史) 여응계(余應桂), 병과급사중(兵科給事中) 이몽진(李夢辰)에게 모함당하였으며, 손원화는 진무사(鎭撫司)로 보내어지고 옥중에서 혹형을 당하여 '손은 다섯 차례 형을 받고 200여 차례나 맞았다(手受刑五次，加掠二百餘)'고 전한다. 서광계(徐光啓)는 상주하여 손원화에게는 반란의 뜻이 있었지만 '신은 온 집안 사람 100명과 함께 다 같이 죽길 바란다(臣願以全家百口共戮)'고 말하였으나, 끝내 만회하지 못하였다. 숭정 5년 7월 23일(1632.9.7.) 손원화와 장도는 함께 처형되었고, 송광란과 왕징, 여대성은 충군(充軍)되었다.
숭정 5년 8월, 공유덕은 사하(沙河)의 조대필(祖大弼)과 장도(張韜) 등 관외병(關外兵)에게 패전하였고, 내주(萊州)의 포위를 마침내 풀었다. 숭정 6년 4월, 공유덕과 경중명은 진강보(鎭江堡, 압록강 하구)에서 후금(後金)에 투항하면서 투항성에 '저는 현재 갑병 수만 명과 전선 백여 척이 있으며 대포와 화기도 모두 갖추었습니다. 이런 무기가 있으며 영명하신 한(汗, 홍타이지)과 함께 동심으로 협력하여 수륙으로 함께 진격한다면 파죽지세일 것이니 천하에 누가 또 한과 적대할 것인지요?(本帥現有甲兵數萬, 輕舟百餘, 大砲·火器俱全. 有此武器, 更與明汗同心協力, 水陸並進, 勢如破竹, 天下又誰敢與汗為敵乎.)라고 썼다. 홍타이지는 크게 기뻐하며 교외 10리밖까지 나가 맞이하였고, 화포 역량이 부족한 만주인(『명희종실록(明熹宗實錄)』과 서광계의 「略陳台銃事宜並申愚見疏」에 모두 기재되어 있는 내용이나, 천계 원년 후금이 요양을 토벌할 때 이미 화포를 사용한 바 있음)은 이후 크게 화포를 증강하였고 이후에 청이 남하하여 승승장구하게 되었다.

## 평가
오교병변은 닭 한 마리를 훔친 일이 명의 멸망에 이르는 도화선이 되었다. 오교병변 발발의 원인에 대하여 애용은 '공유덕과 이구성은 교활하고 평소 잘 알고 있었던 것이 첫번째 모반이요, 등주 현지인을 능멸하여 원한이 쌓인 것이 두 번째 반란이요, 영원성(寧遠城) 변방 수자리를 원치 않은 것이 세 번째 모반이다(孔·李梟獍素習, 一反也. 爲登土人凌蔑積恨, 二反也. 不願遠戍寧遠, 三反也.)'라고 하였다.

## 같이 보기
- 경중명
- 공유덕
- 손원화